# Mihail Suțu
Mihail Grigorie Suțu sau Mihail Suțu al II-lea (n. 1784, Constantinopol, Imperiul Otoman – d. 12 iunie 1864, Atena, Regatul Greciei) a fost domn în Moldova între 12/24 iunie 1819 – 29 martie/10 aprilie 1821.

## Domnie
S-a născut în 1784 la Constantinopol și a fost nepotul de fiu al lui Mihai „Draco” Suțu din familia de greci Soutzos.  A fost Dragoman al Porții (1815 - iunie 1819). În 1819 a fost numit domn în locul lui Scarlat Callimachi. A favorizat intrarea în Moldova a lui Alexandru Ipsilanti Eteristul în februarie 1821, apoi fuge în Basarabia, de unde pleacă în Austria, unde Metternich îl arestează. A fost deținut la Brünn (Brno) și închis timp de 4 ani la Göritz. Rămas în Grecia, a fost reprezentantul acesteia la Sankt Petersburg, Stockholm, Copenhaga, Londra și Paris. În 1854 a fondat și prezidat la Atena Comitetul de salvare publică, care a pus la cale insurecția din Epir și Tesalia.
A murit la Atena la 12/24 iunie 1864.